# Bisdom Baie-Comeau
Het bisdom Baie-Comeau (Latijn: Dioecesis Sinus Comoënsis) is een rooms-katholiek bisdom met als zetel Baie-Comeau, in Canada. Het bisdom is suffragaan aan het aartsbisdom Rimouski. 

## Geschiedenis
Het bisdom werd opgericht op 29 mei 1882, als de apostolische prefectuur Golfe St-Laurent, uit delen van het bisdom Rimouski, en was suffragaan aan het aartsbisdom Quebec. Op 12 september 1905 werd het verheven tot apostolisch vicariaat. Op 24 november 1945 werd het verheven tot bisdom, en een jaar later op 9 februari 1946 wisselde het van kerkprovincie en werd suffragaan aan het nieuw verheven aartsbisdom Rimouski. Op 29 februari 1960 veranderde het van naam naar bisdom Hauterive. Op 14 juli 1986 veranderde het nogmaals van naam naar het huidige bisdom Baie-Comeau. 

## Parochies
Het bisdom had in 2020 een oppervlakte van 300.281 km2 en telde 108.150 inwoners waarvan 91,9% rooms-katholiek was.

## Bisschoppen
- François-Xavier Bossé (29 mei 1882 - 22 mei 1892)
- Michel-Thomas Labrecque (1892 - 1903)
- Gustave Marie Blanche (21 augustus 1903 - 26 juli 1916)
- Patrice-Alexandre Chiasson (27 juli 1917 - 9 september 1920)
- Julien-Marie Leventoux (28 maart 1922 - januari 1938)
- Napoléon-Alexandre Labrie (30 maart 1938 - 1 december 1956)
- Gérard Couturier (27 december 1956 - 7 september 1974)
  - Laurent Noël (apostolisch administrator: 7 september 1974 - 15 augustus 1975)
- Jean-Guy Couture (21 juni 1975 - 5 april 1979)
- Roger Ébacher (30 juni 1979 - 30 maart 1988)
- Maurice Couture (1 december 1988 - 17 maart 1990)
- Joseph Paul Pierre Morissette (17 maart 1990 - 3 juli 2008)
- Jean-Pierre Blais (12 december 2008 - heden)

Rimouski (aartsbisdom) · Baie-Comeau · Gaspé